# Barrio Hipódromo
Barrio Hipódromo és una localitat del departament de Maldonado, al sud de l'Uruguai. Pren el seu nom en referència a l'hipòdrom de la zona.

## Població
Segons les dades del cens de 2004, Barrio Hipódromo tenia una població aproximada de 1.517 habitants.
| Any  | Població |
| ---- | -------- |
| 1963 | -        |
| 1975 | 46       |
| 1985 | 369      |
| 1996 | 1.436    |
| 2004 | 1.517    |
| 2011 | 1.973    |